# 貓節日
貓節日是世界各地為貓隻設立的節日，有些地區的節日是長久流傳，有些則是近代才設立；而近代舉行的貓節日均以愛護動物為主，個別地區的貓節日起源是和宗教以及社會等有所關連。
全球各地均舉行不同類型的貓節日，亞洲地區有日本、臺灣以及香港，歐洲有意大利、比利時以及俄羅斯，而美洲有美國等。

## 各地貓節日

### 加拿大
8月8日「國際貓咪日」（International Cat Day）
2002年由國際愛護動物基金會設立。

### 美國
10月29日「國家貓咪日」（National Cat Day）

### 日本
2月22日「貓之日」（猫の日）
1987年由日本寵物食品協會設立，該節意義是表達人與貓隻和平相處，而選擇此日的原因是「2」在日語的讀音與相關擬聲詞相近似，所以定於此日為「貓之日」。
9月29日「來福招財貓節」（来る福招き猫まつり）
日本伊勢市、瀨戶市以及島原市於每年九月份各自舉辦的節日，該節意義是是向平時給人們帶來福氣的招財貓表達感謝。

### 臺灣
4月4日「台灣貓節」
於臺灣舉行的節日，1995年由愛貓族聯誼會與臺北市政府新聞處共同訂立，該節意義是對動物的尊重。

### 俄羅斯
4月「冬宮貓」
於俄羅斯的冬宮博物館內舉行的貓節，主題為慶祝貓隻二百多年來為博物館捉捕老鼠的功勞。

### 比利時
5月第二個星期日「拋貓節」
於比利時伊珀爾市每三年舉辦一次的傳統節日，伊珀爾市以往是以加工製作呢絨的城市，但老鼠問題影響呢絨産量，因此飼養貓隻來解決問題；但因貓隻過度繁殖，當地人就決定舉行活動將過剩的貓隻從鐘樓拋下，來控制數量；而現在的活動是用玩具來代替真貓。

### 意大利
2月17日「意大利貓節」
意大利民眾舉行的貓節，該節展示貓的可愛與靈性。
11月17日「黑貓節」
意大利民眾普遍視黑貓為不祥的象徵，而殺害流浪貓隻，個別更會用其屍體作某種宗教儀式；為保護以及教育民眾，義大利動物保育團體將11月17日定為「黑貓節」，呼籲民眾保護流浪貓。